# 郝官屯镇
郝官屯镇，是中华人民共和国辽宁省沈阳市康平县下辖的一个乡镇级行政单位。

## 行政区划
郝官屯镇下辖以下地区：
郝官屯村、段家窝堡村、孙家屯村、新安堡村、齐家屯村、瓦房村、小塔子村、刘家屯村、顾家屯村、东坨子村和钱家屯村。